# Collegio uninominale Marche - 01 (Senato della Repubblica 2017)
Il collegio elettorale uninominale Marche - 01 è stato un collegio elettorale uninominale della Repubblica Italiana per l'elezione del Senato tra il 2017 ed il 2022.

## Territorio
Come previsto dalla legge elettorale italiana del 2017, il collegio era stato definito tramite decreto legislativo all'interno della circoscrizione Marche.
Era formato dal territorio di 69 comuni: Acqualagna, Apecchio, Arcevia, Auditore, Barbara, Belforte all'Isauro, Borgo Pace, Cagli, Cantiano, Carpegna, Cartoceto, Castelleone di Suasa, Cerreto d'Esi, Colli al Metauro, Corinaldo, Fabriano, Fano, Fermignano, Fossombrone, Fratte Rosa, Frontino, Frontone, Gabicce Mare, Genga, Gradara, Isola del Piano, Lunano, Macerata Feltria, Mercatello sul Metauro, Mercatino Conca, Mombaroccio, Mondavio, Mondolfo, Monte Cerignone, Monte Grimano Terme, Monte Porzio, Montecalvo in Foglia, Montecarotto, Monteciccardo, Montecopiolo, Montefelcino, Montelabbate, Ostra, Ostra Vetere, Peglio, Pergola, Pesaro, Petriano, Piandimeleto, Pietrarubbia, Piobbico, Poggio San Marcello, San Costanzo, San Lorenzo in Campo, Sant'Angelo in Vado, Sant'Ippolito, Sassocorvaro, Sassofeltrio, Sassoferrato, Senigallia, Serra de' Conti, Serra Sant'Abbondio, Tavoleto, Tavullia, Terre Roveresche, Trecastelli, Urbania, Urbino, Vallefoglia.
Il collegio era parte del collegio plurinominale Marche - 01.

## Eletti
| Elezione | Elezione | Senatore              | Partito            |
| -------- | -------- | --------------------- | ------------------ |
|          | 2018     | Donatella Agostinelli | Movimento 5 Stelle |

## Dati elettorali

### XVIII legislatura
Come previsto dalla legge elettorale, 116 senatori erano eletti con sistema a maggioranza relativa in altrettanti collegi uninominali a turno unico.
| Candidati              | Candidati                       | Voti    | %     | Liste                                | Voti    | %     |
| ---------------------- | ------------------------------- | ------- | ----- | ------------------------------------ | ------- | ----- |
|                        | Donatella Agostinelli ✔️ Eletto | 93 803  | 35,64 | Movimento 5 Stelle                   | 93 803  | 35,64 |
|                        | Anna Cinzia Bonfrisco           | 83 581  | 31,75 | Lega                                 | 45 651  | 17,34 |
| Forza Italia           | Anna Cinzia Bonfrisco           | 83 581  | 31,75 | 24 913                               | 9,47    |       |
| Fratelli d'Italia      | Anna Cinzia Bonfrisco           | 83 581  | 31,75 | 11 074                               | 4,21    |       |
| Noi con l'Italia - UDC | Anna Cinzia Bonfrisco           | 83 581  | 31,75 | 1 943                                | 0,74    |       |
|                        | Angelo Bonelli                  | 69 071  | 26,24 | Partito Democratico                  | 61 935  | 23,53 |
| +Europa                | Angelo Bonelli                  | 69 071  | 26,24 | 5 001                                | 1,90    |       |
| Italia Europa Insieme  | Angelo Bonelli                  | 69 071  | 26,24 | 1 379                                | 0,52    |       |
| Civica Popolare        | Angelo Bonelli                  | 69 071  | 26,24 | 756                                  | 0,29    |       |
|                        | Maurizio Franca                 | 7 298   | 2,77  | Liberi e Uguali                      | 7 298   | 2,77  |
|                        | Giuseppe Cucchiarini            | 2 035   | 0,77  | Potere al Popolo!                    | 2 035   | 0,77  |
|                        | Giulio Bonali                   | 1 743   | 0,66  | Partito Comunista                    | 1 743   | 0,66  |
|                        | Donatella Ruzzi                 | 1 652   | 0,63  | Il Popolo della Famiglia             | 1 652   | 0,63  |
|                        | Cristina Raimondi Cominesi      | 1 584   | 0,60  | CasaPound                            | 1 584   | 0,60  |
|                        | Mariano Ciucciovè               | 1 257   | 0,48  | Italia agli Italiani                 | 1 257   | 0,48  |
|                        | Enrico Giommi                   | 639     | 0,24  | Partito Valore Umano                 | 639     | 0,24  |
|                        | Lamberto Roberti                | 308     | 0,12  | Lista del Popolo per la Costituzione | 308     | 0,12  |
|                        | Davide Margiotta                | 239     | 0,09  | Per una Sinistra Rivoluzionaria      | 239     | 0,09  |
| Totale                 | Totale                          | 263 210 | 100   |                                      | 263 210 | 100   |
|                        |                                 |         |       |                                      |         |       |
| Voti non validi        | Voti non validi                 | 7 193   | 2,66  |                                      |         |       |
| Votanti                | Votanti                         | 270 403 | 77,88 |                                      |         |       |
| Elettori               | Elettori                        | 347 201 |       |                                      |         |       |